# Sophie Merry
Sophie Merry ist eine Video-Künstlerin und Tänzerin aus Dublin, Irland.

## Karriere
Merry hatte mit „Groovy Dancing Girl“  als Tänzerin zu elektronischer Musik auf YouTube einen großen Publikumserfolg. Die Videos werden teilweise in reduzierter Geschwindigkeit aufgenommen und dann auf das originale Tempo der Musik hochgestellt. Sophie Merry trägt in den Groovy Dancing Girl Videos gerne große Mützen.   Bandy Toaster produzierte einige Videos mit ihr. Aufgrund des Erfolges ihres „Groovy Dancing Girl“-Videos auf Youtube wurde sie für die Werbe-Kampagne eines Modelabels ausgewählt.